# Херанд III фон Траутмансдорф
Херанд III фон Траутмансдорф (на немски: Herrand III von Trauttmannsdorff; † 1467) е господар на замък Траутмансдорф близо до град Мерано. Той е от старата австрийска и бохемска рицарска фамилия фон Траутмансдорф от Източна Щирия.

## Биография
Той е син на Удалрих I фон Траутмансдорф († сл. 1460) и съпругата му Катарина фон Алтенбург. Внук е на Николаус I фон Траутмансдорф и Катарина фон Райшперг. Брат е на Кристоф фон Траутмансдорф († 1480), епископ на Зекау (1477 – 1480) и на Удалрих II, приор в Пьолау (1448).
Правнук му Йохан Фридрих фон Траутмансдорф (* 1542; † 14 април 1614) става фрайхер на Австрия на 12 март 1598 г. Праправнук му Йохан Максимилиан фон Траутмансдорф-Вайнсберг (* 23 май 1584, Грац; † 7 юни 1650, Виена) става имперски граф на 15 март 1623 г., граф на Бохемия на 25 ноември 1625 г. и рицар на ордена на Златното руно. Праправнук му Франц Фердинанд фон Траутмансдорф-Вайнсберг (* 12 януари 1749, Виена; † 27 август 1827, Виена) става имперски княз на 10 април 1805, рицар на ордена на Златното руно.
През 1639 г. фамилията се нарича „Траутмансдорф-Вайнсберг“ на немското господство Вайнсберг във Вюртемберг.

## Фамилия
Първи брак: за Катарина фон Кирхберг. Те имат пет деца:
- Йохан I фон Траутмансдорф († сл. 1478), женен за Доротея фон Райшперг, дядо на фрайхер Йохан Фридрих фон Траутмансдорф
- Максимилиана фон Траутмансдорф, омъжена за Георг фон Маленщайн
- Вилхелм I фон Траутмансдорф († сл. 1478), женен за Катарина фон Виндишгретц
- Леополд фон Траутмансдорф († 1510), ок. 1497 г. в Тирол, женен за Агнес фон Малуско
- Удалрих фон Траутмансдорф, приор в Пьолн

Втори брак: за Агнес Холцер. Бракът е бездетен.